# Ministerstwo Finansów Federacji Rosyjskiej
Ministerstwo Finansów Federacji Rosyjskiej (ros. Министе́рство финансов Росси́йской Федера́ции) – federalny organ władzy wykonawczej w Federacji Rosyjskiej, odpowiedzialny za prowadzenie polityki państwa i zarządzanie z zakresu budżetu państwa, podatków, ubezpieczeń, waluty, bankowości, mikrofinansów, długu publicznego, księgowości, produkcji.